# Scleronema
Scleronema é um género botânico pertencente à família Malvaceae.

## Espécies
O género Scleronema contém duas espécies aceites:
- Scleronema micranthum (Ducke) Ducke
- Scleronema praecox (Ducke) Ducke